# توماس باردو
توماس باردو (بالإنجليزية: Thomas Pardoe) (14 أبريل 1911 – 7 ديسمبر 1992) هو ملاكم من المملكة المتحدة راحل، مثّل بلاده في الألعاب الأولمبية الصيفية 1932.

## روابط خارجية
توماس باردو على موقع أوليمبيديا (الإنجليزية)